# Estany del Pessó d'Avall
L'Estany del Pessó d'Avall o Estany del Pessó de Baix és un llac que es troba en el terme municipal de la Vall de Boí, a la comarca de l'Alta Ribagorça, i dins de la zona perifèrica del Parc Nacional d'Aigüestortes i Estany de Sant Maurici.

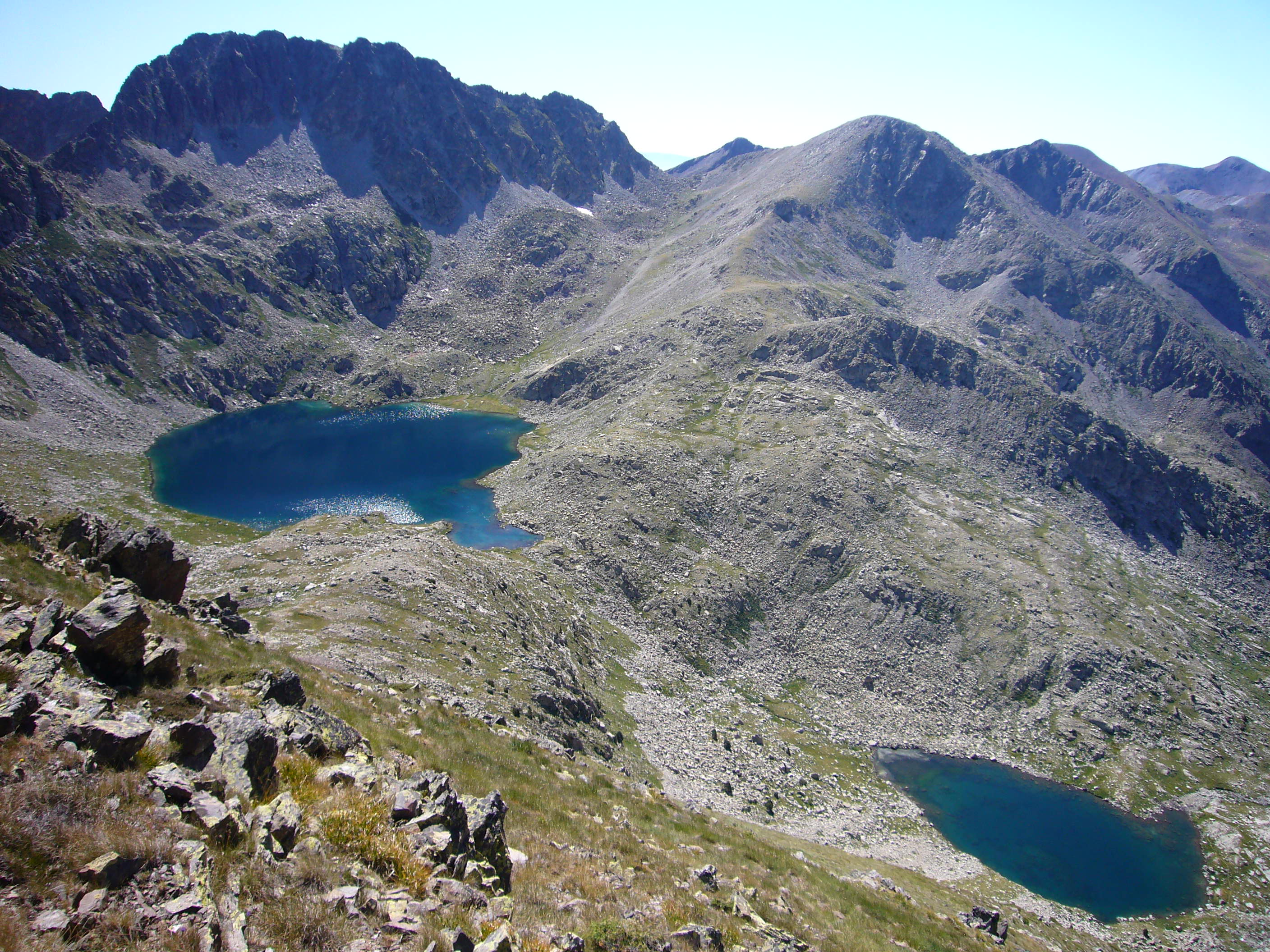
Estanys del Pessó, vistos des del Tuc des Carants

El llac, d'origen glacial, està situat a 2.432 metres d'altitud a la Coma del Pessó. És un dels dos Estanys del Pessó; rep les aigües de l'Estany del Pessó d'Amont (E) i drena cap al Barranc del Pessó (SE), a la riba dreta del Riu de Sant Martí.
El nom "pessó significa 'munt cònic d'herba dallada', i s'aplica a cims de forma cònica".